# Alexandra Fusai
Alexandra Fusai (22 de noviembre de 1973) es una tenista profesional francesa, retirada de la actividad.
Fusai nació en Saint-Cloud, Hauts-de-Seine. Se convirtió en tenista profesional en 1991. En 2003 decidió retirarse de la actividad. Su mejor posición en el ranking ATP fue N.º 37 en sencillos y N.º 6 en dobles.

## Finales de WTA

### Dobles (12 títulos)
| Leyenda         |
| Grand Slam (0)  |
| WTA (0)         |
| Tier I (1)      |
| Tier II (3)     |
| Tier III (3)    |
| Tier IV & V (5) |

| Resultado | N.º | Fecha                    | Torneo                    | Superficie   | Compañera        | Oponente                                 | Marcador Final |
| --------- | --- | ------------------------ | ------------------------- | ------------ | ---------------- | ---------------------------------------- | -------------- |
| Campeón   | 1.  | 7 de octubre de 1996     | Indonesia                 | Dura         | Kerry-Anne Guse  | Tina Križan Noëlle van Lottum            | 6–4, 6–4       |
| Campeón   | 2.  | 3 de febrero de 1997     | Austria                   | Alfombra (i) | Nathalie Tauziat | Eva Melicharová Helena Vildová           | 4–6, 6–3, 6–1  |
| Campeón   | 3.  | 21 de abril de 1997      | Hungría                   | Arcilla      | Amanda Coetzer   | Eva Martincová Elena Wagner              | 6–3, 6–1       |
| Campeón   | 4.  | 3 de noviembre de 1997   | Chicago, Estados Unidos   | Alfombra (i) | Nathalie Tauziat | Lindsay Davenport Monica Seles           | 6–3, 6–2       |
| Campeón   | 5.  | 23 de febrero de 1998    | Austria                   | Alfombra (i) | Nathalie Tauziat | Anna Kournikova Larisa Neiland           | 6–3, 3–6, 6–4  |
| Campeón   | 6.  | 18 de mayo de 1998       | Francia                   | Arcilla      | Nathalie Tauziat | Yayuk Basuki Caroline Vis                | 6–4, 6–3       |
| Campeón   | 7.  | 24 de agosto de 1998     | New Haven, Estados Unidos | Dura         | Nathalie Tauziat | Jana Novotná Mariaan de Swardt           | 6–1, 6–0       |
| Campeón   | 8.  | 8 de febrero de 1999     | República Checa           | Alfombra (i) | Nathalie Tauziat | Květa Peschke Helena Vildová             | 3–6, 6–2, 6–1  |
| Campeón   | 9.  | 10 de mayo de 1999       | Alemania                  | Arcilla      | Nathalie Tauziat | Jana Novotná Patricia Tarabini           | 6–3, 7–5       |
| Campeón   | 10. | 3 de enero de 2000       | Nueva Zelanda             | Dura         | Cara Black       | Barbara Schwartz Patricia Wartusch       | 3–6, 6–3, 6–4  |
| Campeón   | 11. | 25 de septiembre de 2000 | Luxemburgo                | Alfombra (i) | Nathalie Tauziat | Lubomira Bacheva Cristina Torrens Valero | 6–3, 7–6(7–0)  |
| Campeón   | 12. | 1 de enero de 2001       | Nueva Zelanda             | Dura         | Rita Grande      | Emmanuelle Gagliardi Barbara Schett      | 7–6(7–4), 6–3  |